# Contern
Contern (franska) (luxemburgiska: Conter lyssna (fil), tyska: Contern) är en ort i kantonen Luxemburg i södra Luxemburg. Den är huvudort i kommunen med samma namn och ligger cirka 7,5 kilometer sydost om staden Luxemburg. Orten har 1 770 invånare (2022).